# 覚山尼
覚山尼（かくさんに、建長4年7月4日（1252年8月10日）- 徳治元年10月9日（1306年11月15日））は、鎌倉時代中期の安達一族の女性。鎌倉幕府の第8代執権・北条時宗の正室。父は有力御家人・安達義景、母は北条時房の娘。兄（養父）に安達泰盛。堀内殿、松岡殿、覚山志道、潮音院殿とも。

## 略歴
父・義景が出生の翌年に死去したため、21歳離れた異母兄・泰盛の猶子として養育された。鎌倉甘縄安達邸で育ち、弘長元年（1261年）に10歳で北条得宗家の嫡子である11歳の時宗に嫁ぎ、安達氏と得宗家の縁を結ぶ。夫婦仲は、時宗の帰依した無学祖元の証言などから仲睦まかったとされ、文永8年（1271年）12月、20歳で嫡男・貞時を出産。日蓮の回想によれば、時宗は嫡子誕生の喜びから日蓮を恩赦して死一等を減じ、流罪に減罪したと言われる。また、時宗の影響で禅も行っている。建治3年（1277年）には流産をしている。
弘安7年（1284年）4月、病床にあった時宗は無学祖元を導師として禅興寺で落髪（出家）した際、共に落髪付衣し、覚山志道大姉と安名した。
時宗は34歳で死去し、息子・貞時が執権に就任、兄・泰盛が幕政を主導。晩年は仏事につとめ、義景、泰盛の後を受けて遠江国笠原荘を領している。弘安8年（1285年）、内管領・平頼綱の讒言を信じた執権・貞時が、泰盛を始めとする安達氏一族を誅殺する（霜月騒動）。この事件の際、安達一族の子供達を庇護したと見られ、その後の安達氏の勢力回復には覚山尼の存在が大きかったと思われる。同年には貞時の承認を得て鎌倉松ヶ岡に東慶寺を建立。さらに夫の暴力などに苦しむ女性を救済する政策を行なったと言われ、直接史料は無いが、これが元で東慶寺は縁切寺（駆込寺、駆入寺とも）となったと言われている。55歳で死去。

## 関連作品
映画
- 蒙古襲来 敵国降伏（1937年）- 演：北見礼子（役名は時宗奥方）

テレビドラマ
- 北条時宗（2001年）- 演：吉谷彩子→児玉真菜→西田ひかる→十朱幸代（役名は祝子（のりこ）→覚山尼）